# Masolino da Panicale

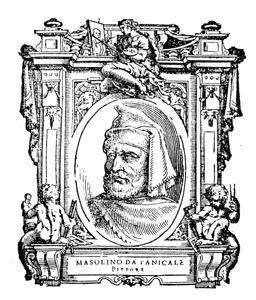
Portret van Masolino da Panicale door Giorgio Vasari (1568)

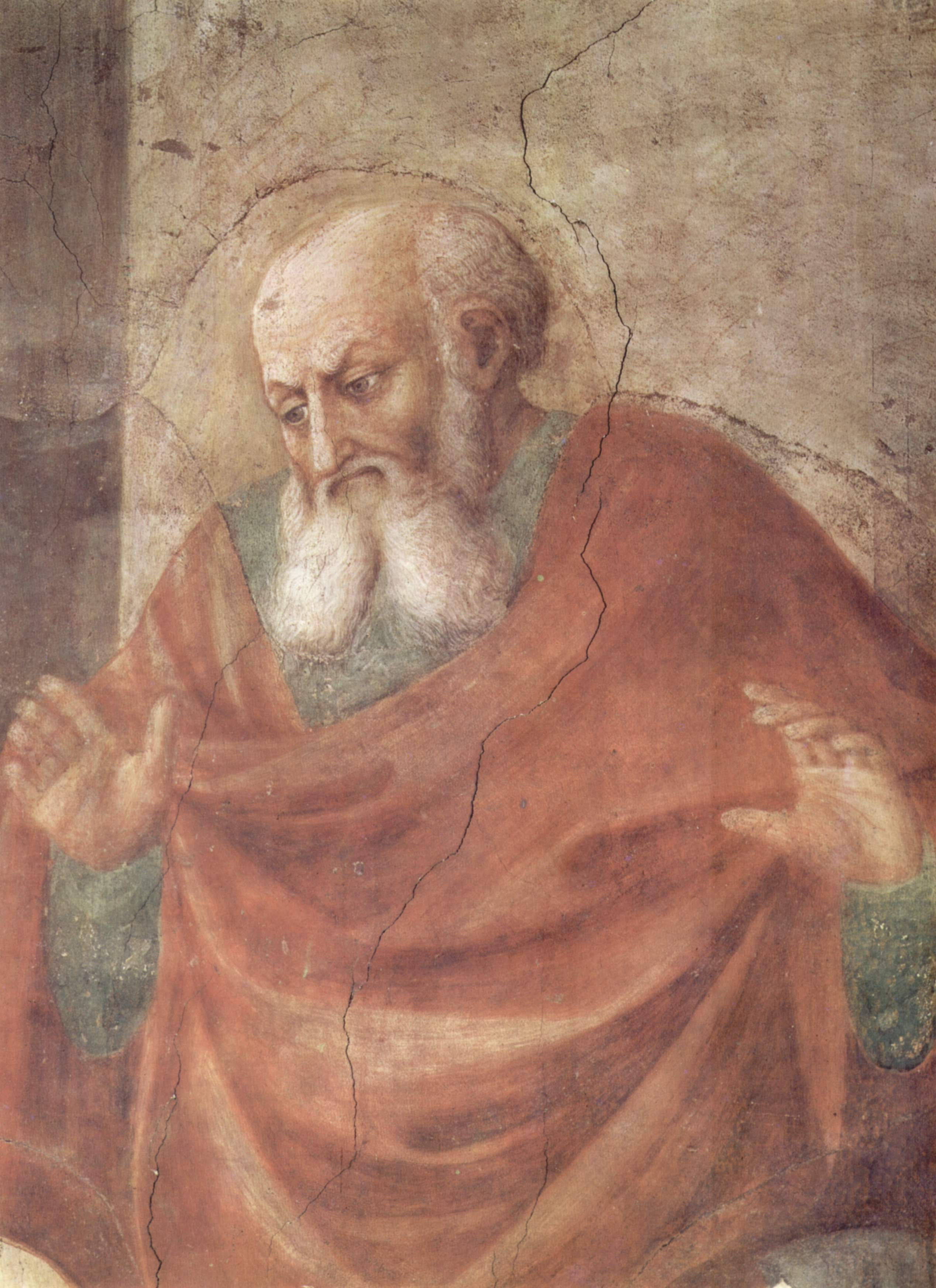
fresco´s in Santa Maria del Carmine, Cappella Brancacci

Masolino da Panicale  was de bijnaam van Tomaso di Cristoforo Fini (ca. 1383 - 1447), een Italiaanse renaissanceschilder uit de vroegrenaissance.

## Levensloop
Masolino was afkomstig uit Panicale in Valdarno en verhuisde later naar Florence. Mogelijkerwijs werkte hij samen met Lorenzo Ghiberti aan de deuren van het Baptisterium in Florence.
Masolino begon in 1424 met het schilderen van een serie fresco´s over het leven van Petrus in de Capilla Brancacci in de kerk Santa Maria del Carmine in Florence. Hij werd in dit werk bijgestaan door de schilder Masaccio. Deze fresco's zijn belangrijk in de geschiedenis van de Italiaanse renaissance vanwege het gebruik van het perspectief dat Masaccio en Masolino toepasten.
 
Masolino beschilderde de plafonds en de wanden in het hoogste deel van de kapel. Samen beschilderden ze de bovenste delen van de muren. Uit de manier waarop Masolino de figuren schilderde valt af te leiden dat de schilder werkte in de overheersende gotische stijl. Vanwege zijn gebruik van het perspectief wordt Masolino toch tot de vroege renaissanceschilders gerekend.
In 1427 reisde Masolino naar Hongarije en een jaar later reisde hij terug naar Italië en vestigde zich in Rome. In 1435 schilderde hij fresco's in Castiglione Olona in la Colegiata en het Baptisterium aldaar. Hij was eveneens actief in Todi waar zich in de San Fortunatokerk een Madonna met Kind en engelen bevindt, een fresco van zijn hand uit 1432. 
- Biblioteca Nacional de España: XX991582
- Bibliothèque nationale de France: cb119455844 (data)
- Catàleg d'autoritats de noms i títols de Catalunya: 981058509951906706
- CiNii: DA02870976
- Digitale Bibliotheek voor de Nederlandse Letteren: pani002
- Gemeinsame Normdatei: 118869205
- International Standard Name Identifier: 0000 0003 6927 036X
- KulturNav: 47a32bf0-1ec3-4c2a-be7a-fbf8c6f53ca6
- Library of Congress Control Number: n88060663
- Bibliotheek van het Japanse parlement: 00449058
- Nationale bibliotheek van Australië: 35825015
- Nationale Bibliotheek van Israël: 987007277538505171
- Nationale Bibliotheek van Polen: a0000002687829
- Nederlandse Thesaurus van Auteursnamen: 071549595
- Réseau des bibliothèques de Suisse occidentale: 02-A000111669
- RKD-Nederlands Instituut voor Kunstgeschiedenis: 53098
- Istituto Centrale per il Catalogo Unico: RAVV023421
- LIBRIS: 244953
- Système universitaire de documentation: 027407179
- Museum of New Zealand Te Papa Tongarewa: 56415
- Trove: 1104531
- Union List of Artist Names: 500004819
- Virtual International Authority File: 14747968
- WorldCat: E39PBJxcYQdxcq93H64fjffpfq